# Ruth Sheen
Ruth Sheen (Londra, 1950) è un'attrice britannica.

## Filmografia

### Cinema
- Little Dorrit, regia di Christine Edzard (1988)
- Belle speranze (High Hopes), regia di Mike Leigh (1988)
- The Angry Earth, regia di Karl Francis (1989)
- When Pigs Fly, regia di Sara Driver (1993)
- Il manuale del giovane avvelenatore (The Young Poisoner's Handbook), regia di Benjamin Ross (1995)
- Le donne non sono tutte uguali (Different for Girls), regia di Richard Spence (1996)
- Segreti e bugie (Secrets & Lies), regia di Mike Leigh (1996)
- Virtual Sexuality, regia di Nick Hurran (1999)
- Tutto o niente (All or Nothing), regia di Mike Leigh (2002)
- Cheeky, regia di David Thewlis (2003)
- La fiera della vanità (Vanity Fair), regia di Mira Nair (2004)
- Il segreto di Vera Drake (Vera Drake), regia di Mike Leigh (2004)
- Imagine Me & You, regia di Ol Parker (2006)
- Hush Your Mouth, regia di Tom Tyrwhitt (2007)
- Run Fatboy Run, regia di David Schwimmer (2007)
- Heartless, regia di Philip Ridley (2009)
- Another Year, regia di Mike Leigh (2010)
- Welcome to the Punch - Nemici di sangue (Welcome to the Punch), regia di Eran Creevy (2013)
- Turner (Mr. Turner), regia di Mike Leigh (2014)
- Una notte con la regina (A Royal Night Out), regia di Julian Jarrold (2015)
- Cyrano, regia di Joe Wright (2021)
- Touch, regia di Baltasar Kormákur (2024)

### Televisione
- Metropolitan Police (The Bill) – serie TV, 3 episodi (1989-2003)
- Bramwell – serie TV, 27 episodi (1995-1998)
- Holding On, regia di Adrian Shergold – miniserie TV (1997)
- Berkeley Square – serie TV, 6 episodi (1998)
- Miss Marple (Agatha Christie's Marple) – serie TV, episodio 1x02 (2004)
- Misfits – serie TV, 5 episodi (2013)
- The Mimic – serie TV, 4 episodi (2013-2014)
- L'amore e la vita - Call the Midwife (Call the Midwife) – serie TV, episodio 4x0 (2014)
- L'ispettore Barnaby (Midsomer Murders) – serie TV, episodio 18x05 (2016)
- Prime Suspect 1973, regia di David Caffrey - miniserie TV (2017)
- The Woman in White, regia di Carl Tibbetts – miniserie TV, 3 puntate (2018)
- Brassic – serie TV, 7 episodi (2019-2023)
- It's a Sin, regia di Peter Hoar – miniserie TV, puntata 5 (2021)
- The Nevers – serie TV, 6 episodi (2021-2023)
- Strike – serie TV, 8 episodi (2022-2024)
- Gangs of London – serie TV, episodio 3x02 (2025)

## Premi
- European Film Awards 1989: Miglior attrice per Belle speranze

## Doppiatrici italiane
Nelle versioni in italiano delle opere in cui ha recitato, Ruth Sheen è stata doppiata da:
- Aurora Cancian in Heartless, Another Year, Turner, Una notte con la regina, Cyrano, Strike
- Fabrizia Castagnoli ne Il manuale del giovane avvelenatore
- Antonella Giannini in Touch
- Giò Giò Rapattoni in Gangs of London